# András Szentkirályi
András Szentkirályi  (Győr, 23 mei 1939 – 9 oktober 2002) was een Hongaars componist, muziekpedagoog, organist en pianist.

## Levensloop
Szentkirályi groeide met zijn ouders op in Boedapest en studeerde piano en muziekpedagogiek aan het nationale Zenedében, het latere Bartók Béla Zeneművészeti Szakközépiskola és Gimnázium - a Liszt Ferenc Zeneművészeti Egyetem Gyakorlóiskolája, de oudste (Christelijke) muziekschool van Hongarije, die in 1875 ook conservatorium werd. Aansluitend ging hij aan de Accademia Nazionale di Santa Cecilia in Rome compositie en orgel studeren. Daarna studeerde hij aan het Oberlin College in Oberlin, Ohio waar hij in 1964 gradueerde. Verder studeerde hij nog aan de Universiteit van Illinois in Champaign-Urbana. Hij promoveerde tot Ph.D. (Philosophiae Doctoris) aan de Princeton-universiteit in Princeton (New Jersey). Tot zijn leraren behoorden Walter Aschaffenburg, Milton Babbitt, Carlo Bellandi, Günter Bialas, Gordon Binkerd, Mária Comensoli, Fenner Douglass, Harald Genzmer, György Geszler, J.K. Randall en Armando Renzi.
Van 1984 tot 1988 was hij docent aan de Wayne State University in Detroit.
Als componist zijn van hem vooral werken voor harmonieorkest bekend.

## Composities (selectie)

### Werken voor harmonieorkest
- 1985 Hungarian Dances
  1. Legenyes - Young Man's Dance
  2. Lassu - Slow Dance
  3. Dobogos - Stamping Dance
  4. Karikazo - Round Dance
  5. Bokazo - Heel-Clacking Dance
  6. Legenyes - Young Man's Dance
- 1986 Concertino per orchestra da fiati
- 1987 Miniatures

### Kamermuziek
- 1963 Andante cantabile con variazioni voor viool, altviool en cello, Op. 25
- 1977 Monologo voor altviool

## Publicaties
- András Szentkirályi: Bartók and the 20th Century, in: Studia Musicologica Academiae Scientiarum Hungaricae, T. 24, Fasc. 3/4, Report of the International Bartók Symposium, Budapest 1981/Bericht über das Internationale Bartók Symposium, Budapest 1981 (1982), pp. 475-481
- Andras Szentkiralyi: Some Aspects of Bela Bartók's Compositional Techniques, in: Studia Musicologica Academiae Scientiarum Hungaricae, T. 20, Fasc. 1/4 (1978), pp. 157-182
- Andras Szentkiralyi: Bartók's "Second Sonata for Violin en Piano" (1922), Ph.D. Dissertation, Princeton University, Princeton, New Jersey, 1976.